# Nitin Sawhney
Nitin Sawhney (Rochester, 13 maggio 1964) è un musicista, produttore discografico e compositore britannico di origini indiane.

## Biografia
Nei suoi lavori combina influenze musicali asiatiche e di altre parti del mondo con elementi di musica jazz e di musica elettronica e tematiche sul multiculturalismo, politica e spititualità. Promuove manifestazioni culturali e organizza film festival e incontri culturali.
Durante gli anni alla Liverpool University è stato componente del James Taylor Quartet, per poi formare un proprio gruppo The Jazztones e con il DJ Talvin Singh il Tihai Trio.
Si dedicò poi con Sanjeev Bhaskar alla scrittura della commedia The Secret Asians, che nel tempo si trasformò nello show di successo Goodness Gracious Me trasmesso qualche anno più tardi dalla BBC.
Pubblicò nel 1993 il suo primo album Spirit Dance per la propria etichetta. Venne ingaggiato dalla Universal Music Publishing Group, da allora ha pubblicato nove album e ricevuto 17 premi a rilevanza nazionale.
Beyond Skin del 1999 venne nominato al Mercury Prize e vinse il South Bank Show's award for Popular Music. Nel 2001 è passato alla V2 Records con cui ha realizzato Prophesy che ha ricevuto un MOBO Award, un EMMA Award e il World Music Award dalla BBC Radio 3.
Si è dedicato poi alla composizione di colonne sonore per la televisione, Second Generation trasmesso da Channel 4 ha ricevuto la nomination all'Ivor Novello Award, per alcuni spot pubblicitari e per spettacoli teatrali.
Ha composto la colonna sonora per l'accompagnamento del film muto di Franz Osten Prapancha Pash la cui prima è stata suonata dalla London Symphony Orchestra al Barbican di Londra.

## Discografia

### Album
- Spirit Dance (1994) World Circuit
- Migration (1995) Outcaste Records
- Displacing the Priest (1996) Outcaste Records
- Beyond Skin (1999) Outcaste Records
- Prophesy (2001) V2/BMG
- Human (2003) V2
- Philtre (2005) V2
- London Undersound (2008) Cooking Vinyl
- Last Days of Meaning (2011)
- OneZero (2013)
- Dystopian Dream (2015) Positiv-ID
- Immigrants (2021) Piccadilly Records

### Raccolte
- Introducing Nitin Sawhney (1999) Outcaste
- FabricLive.15 (2004) Fabric
- All Mixed Up (2004) V2
- In the Mind of... (2007) District 6

## Colonne sonore
- Lila dice (Lila dit ça), regia di Ziad Doueiri (2004)
- Il destino nel nome - The Namesake (The Namesake), regia di Mira Nair (2006)
- Ogni tuo respiro (Breathe), regia di Andy Serkis (2017)
- Mowgli - Il figlio della giungla (Mowgli), regia di Andy Serkis (2018)
- The Colour Room, regia di Claire McCarthy (2021)
- What's Love? (What's Love Got to Do with It?), regia di Shekhar Kapur (2022)

## Premi e riconoscimenti
1998
- EMMA Award per Displacing The Priest

2000
- Asian Pop Award for Best Mainstream Fusion Act per  Beyond Skin
- Technics Mercury Music Prize Nomination album of the year per  Beyond Skin
- South Bank Award for Popular Music per Beyond Skin

2001
- BBC Asia Award for Music per Prophesy
- MOBO Award per Prophesy
- Boundary Crossing Award, BBC Radio 3 Music Awards per Prophesy

2002
- Media Personality of the Year nomination, RIMA Awards
- EMMA Award per Prophesy
- Muso Award per Prophesy

2003
- Commission for Racial Equality Award

2004
- Ivor Novello Award Nomination per la migliore colonna sonora televisiva 2005
- Boundary Crossing Award, BBC Radio 3 Music Awards per Philtre

2006
- Honorary Graduate Degree dalla South Bank University, Londra

2007
- Honorary degree of Doctor of Music dalla University of Kent

2008
- Companionship dal Liverpool Institute for Performing Arts per il suo contributo nel mondo dell'arte e dell'intrattenimento.
- UK Asian Music Awards - "Commitment to Scene"[2]

2009
- UK Asian Music Awards - "Best Alternative Act"[3]
- "Best Music (Melhor Trilha Sonora)" Jury Award Nomination per Jean Charles (2009)

2011
- "Best Specialist Factual" BAFTA Nomination per Human Planet
- "Best Original Video Game Score" Ivor Novello Award Nomination per Enslaved: Odyssey to the West (Ninja Theory)

2012
- "Outstanding Dance Production" Dora Mavor Moore Award Nomination per Confluence (co-diretto)